# جی. کارول نایش
جی. کارول نایش (انگلیسی: J. Carrol Naish؛ ‏ ۲۱ ژانویهٔ ۱۸۹۶ – ۲۴ ژانویهٔ ۱۹۷۳) بازیگر اهل ایالات متحده آمریکا بود.
از فیلم‌ها یا برنامه‌های تلویزیونی که وی در آن نقش داشته است، می‌توان به عشق جنگلی او، افتخار دیگر ارزشی ندارد، آنتونی ادورس، کاپیتان خون، جزیره مردان گمشده، برخورد در شب، بو ژست، ممکن بود آن شب باشد و قاتل حرفه‌ای اشاره کرد.

## جوایز
- برنده جایزه گلدن گلوب بهترین بازیگر نقش مکمل مرد - ۱۹۴۵

## مرگ
نایش بر اثر آمفیزم درگذشت. او در گورستان کالواری در شرق لس آنجلس، کالیفرنیا به خاک سپرده شد.